# Miles M.76
El Miles M.76 fue un planeador civil británico construido por Miles Aircraft en la década de 1950.

## Diseño y desarrollo
En 1947, Hugh Kendall, el piloto de pruebas asistente de Miles, ganó un concurso de diseño de la Asociación Británica de Vuelo Sin Motor, por un planeador biplaza. Era un biplaza lado a lado llamado Kendall Crabpot I, con 60 pies de envergadura y un alargamiento de 18:1.
El Crabpot de madera no se construyó como se diseñó, sino que se desarrolló en dos formas, diferenciándose en la construcción de sus alas. La versión más radical fue la construida por el empleador de Kendall, Miles Aircraft. Esta, conocida como Miles M.76, fue realizada para la Asociación Británica de Vuelo Sin Motor, con el respaldo financiero para el proyecto de la compañía Miles, el Kemsley Flying Trust y el Ministerio de Abastecimiento. El diseño incluía un ala experimental de la división de plásticos de F.G. Miles, Ltd., construida a partir de un material de fibra fenólica/amianto estabilizado con un panal de papel, basándose la técnica de fabricación en el proceso de moldeo al vacío iniciado por el Royal Aircraft Establishment en Farnborough. El ala de 18,29 m de envergadura debía fabricarse en dos secciones de media envergadura, cada una de las cuales constaría de un moldura de 9,14 m, considerada la mayor estructura monobloque moldeada en fenólico/amianto fabricada en aquel momento. La nueva ala también tenía una sección diferente a la del Crabpot, un perfil aerodinámico NACA de flujo laminar de 6 dígitos en lugar del original de 5 dígitos. Sin embargo, la estructura resultó mucho más débil de lo previsto durante las pruebas y fue abandonada. El diseño disponía de un fuselaje de madera con cola de mariposa.
El posible fracaso de esta novedosa ala en ser entregada a tiempo había sido anticipado por la construcción de un ala de madera con las mismas especificaciones por Elliotts of Newbury, para ser instalada en el fuselaje de madera construido por Miles, más corta que la del Crabpot y con una cola de mariposa. Este planeador fue conocido como Kendall K.1 o por la designación de Elliotts, EoN Type 9 K.1, y voló por primera vez en marzo de 1954. No fue un éxito, ya que no obtuvo su certificado de aeronavegabilidad debido a sus malas características de entrada en pérdida no solucionables.

### Diseñador
Hugh McLennan Kendall voló con el Fleet Air Arm durante la guerra y participó en carreras aéreas antes y después de la misma. Fue el piloto jefe de pruebas de Handley Page (Reading), anteriormente Miles Aircraft Ltd., y, como tal, probó en vuelo muchos modelos. Realizó el vuelo inaugural del HP/Miles Marathon 2 con motores Mamba. Además de diseñar el Crabpot, Kendall fue el diseñador y piloto de pruebas del Somers-Kendall SK-1, el primer reactor ligero del Reino Unido. El vuelo inaugural lo realizó Hugh Kendall el 8 de octubre de 1955. Después de terminar su carrera de vuelos de pruebas, se unió a Shell-Mex & BP como enlace técnico con la industria aeronáutica y las aerolíneas comerciales. Murió en 1999.

## Variantes
Kendall Crabpot I
Diseño de planeador, no construido.
Miles M.76
Planeador biplaza con ala de material compuesto, uno construido.
EoN Type 9 K.1
M.76 con nueva ala de madera, uno modificado.

## Especificaciones (Kendall K.1)
Referencia datos: Ellison (1971)

### Características generales
- Tripulación: Dos (pilotos)
- Longitud: 7 m (23 ft)
- Envergadura: 18,3 m (60 ft)
- Perfil alar: NASA 663418 en raíz,  642415
- Peso vacío: 300 kg (661,2 lb)
- Peso cargado: 454 kg (1000,6 lb)

### Rendimiento
- Velocidad máxima operativa (Vno): 200 km/h (124 MPH; 108 kt)
- Velocidad de entrada en pérdida (Vs): 64 km/h (40 MPH; 35 kt)
- Máx. relación de planeo: 35:1

## Aeronaves relacionadas

### Secuencias de designación
- Secuencia Type _ (interna de Elliotts of Newbury): ← Type 6 Olympia 419 - Type 7 SG 38 Primary - Type 8 Baby Eon - Type 9 K-1 - Type 10 EoN 460 - Type 10 Eon 463 - Type 10 Eon 465 →
- Secuencia M._ (interna de Miles): ← M.69 - M.71 - M.75 - M.76 - M.77 - M.100 - M.105 →